# Ylivieska

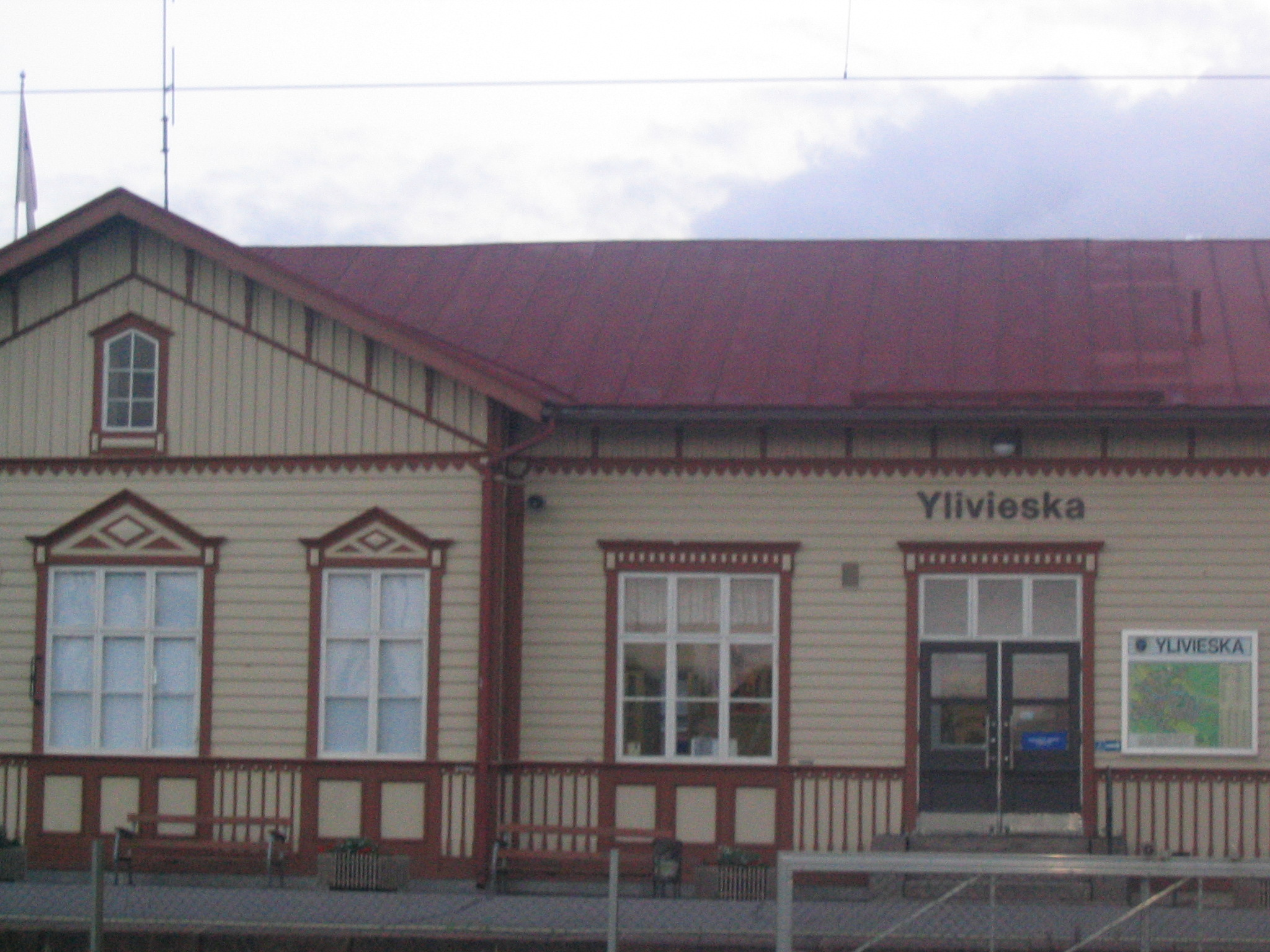
Ylivieska station

Ylivieska är en stad i landskapet Norra Österbotten i före detta Uleåborgs län kring Kalajokis mellersta lopp. Ylivieska har 15 357 invånare och har en yta på 573,19 km².
Ylivieska är Kalajokidalens kommersiella och administrativa centrum. Centraltätorten som är belägen vid en älvkrök har över 2/3 av den vidsträckta stadens befolkning. Stadsbilden domineras av höghus, trähus och villabebyggelse.
Ylivieska är en viktig järnvägsknutpunkt vid Österbottniska stambanan och Idensalmi–Ylivieska-banan, som blev invigd 1925 och är 154 km lång. Ett flygfält med regelbunden linjetrafik på Helsingfors invigdes 1985. Ylivieska blev stad 1971. Kyrkan, en träkyrka från 1786 (ombyggd 1892), förstördes i en brand på påskaftonen 2016.
Ylivieska är enspråkigt finskt. Sedan 1927 utkommer dagstidningen (6-dagars) Kalajokilaakso.

## Tätorter
Vid Statistikcentralens tätortsavgränsning den 31 december 2021 fanns tre tätorter inom Ylivieska stads område:
| Nr | Tätort                  | Folkmängd |
| -- | ----------------------- | --------- |
| 1  | Ylivieska centraltätort | 12 569    |
| 2  | Vähäkangas              | 304       |
| 3  | Isokoski                | 268       |

## Styre och politik

### Mandatfördelning i Ylivieska stad, valen 1964–2021
| 5 | 6 | 2 | 17 | 5 |

| 4 | 7 |  |  | 16 | 6 |

| 3 | 8 |  |  | 17 | 5 |

| 3 | 7 |  |  | 18 | 5 |

| 3 | 9 |  |  | 17 | 4 |

| 3 | 7 |  |  | 19 | 4 |

| 3 | 7 |  |  | 19 |  | 3 |

| 3 | 7 |  | 19 | 5 |

| 23 | 12 |

| 3 | 6 |  | 17 |  | 7 |

| 20 | 15 |

|  | 5 |  | 4 | 17 |  | 6 |

| 23 | 12 |

|  | 4 | 3 | 3 | 19 |  | 4 |

| 21 | 14 |

|  | 4 | 2 | 6 | 16 |  | 5 |

| 22 | 13 |

### Vänorter
Ylivieska har följande vänorter.
- Viimsi, Estland
- Voss, Norge
- Walden, Kanada

## Befolkning

### Befolkningsutveckling
| Befolkningsutvecklingen i Ylivieska stad 1975–2020                                                           | Befolkningsutvecklingen i Ylivieska stad 1975–2020 | Befolkningsutvecklingen i Ylivieska stad 1975–2020 | Befolkningsutvecklingen i Ylivieska stad 1975–2020 | Befolkningsutvecklingen i Ylivieska stad 1975–2020 |
| --- | -------------------------------------------------- | -------------------------------------------------- | -------------------------------------------------- | -------------------------------------------------- |
| |                                                    |                                                    |                                                    |                                                    |
| År |                                                    |                                                    | Folkmängd                                          |                                                    |
| 1975 | 1975                                               |                                                    | 11 336                                             |                                                    |
| 1980 | 1980                                               |                                                    | 11 984                                             |                                                    |
| 1985 | 1985                                               |                                                    | 12 532                                             |                                                    |
| 1990 | 1990                                               |                                                    | 12 728                                             |                                                    |
| 1995 | 1995                                               |                                                    | 12 814                                             |                                                    |
| 2000 | 2000                                               |                                                    | 12 376                                             |                                                    |
| 2005 | 2005                                               |                                                    | 12 282                                             |                                                    |
| 2010 | 2010                                               |                                                    | 12 562                                             |                                                    |
| 2015 | 2015                                               |                                                    | 12 621                                             |                                                    |
| 2020 | 2020                                               |                                                    | 12 400                                             |                                                    |
| Anm: Uppgifterna avser förhållandena den 31 december nämnda år enligt områdesindelningen den 1 januari 2022. |                                                    |                                                    |                                                    |                                                    |

### Språk
Befolkningen efter språk (modersmål) den 31 december 2021. Finska, svenska och samiska räknas som inhemska språk då de har officiell status i landet. Resten av språken räknas som främmande. För språk med färre än 10 talare är siffran dold av Statistikcentralen på grund av sekretesskäl.
| Språk                        | Talare 2021-12-31 | Talare 2021-12-31 |
| Språk                        | Antal             | Andel (%)         |
| ---------------------------- | ----------------- | ----------------- |
| Hela befolkningen            | 15 357            | 100,0             |
| Inhemska språk totalt        | 15 119            | 98,5              |
| Finska                       | 15 074            | 98,2              |
| Svenska                      | 44                | 0,3               |
| Samiska                      | 1                 | 0,0               |
| Främmande språk totalt       | 238               | 1,5               |
| Ryska                        | 52                | 0,3               |
| Thailändska                  | 27                | 0,2               |
| Turkiska                     | 25                | 0,2               |
| Kinesiska                    | 19                | 0,1               |
| Persiska                     | 14                | 0,1               |
| Ungerska                     | 12                | 0,1               |
| Arabiska                     | 11                | 0,1               |
| Språk med färre än 10 talare | 78                | 0,5               |

|  | Finska (98,2 %) |

|  | Svenska (0,3 %) |

|  | Samiska (0,0 %) |

|  | Främmande språk (1,5 %) |

|  | Finska (98,2 %) |

|  | Svenska (0,3 %) |

|  | Samiska (0,0 %) |

|  | Främmande språk (1,5 %) |

## Ortens kända personer
- Kyösti Kallio